# Teofilatto Lecapeno
Teofilatto Lecapeno (in greco Θεοφύλακτος Λακαπηνός?, Theophylaktos Lakapenos; 917 – 27 febbraio 956) è stato un arcivescovo ortodosso bizantino, che ha ricoperto la carica di Patriarca ecumenico di Costantinopoli tra il 933 e il 956.

## Carriera
Teofilatto era il figlio più giovane dell'imperatore Romano I Lecapeno e di Teodora. Romano progettò di fare suo figlio Patriarca non appena Nicola il Mistico morì nel 925, ma trascorsero due patriarcati minori e una sede vacante di due anni  prima che Teofilatto fosse considerato abbastanza adulto da assolvere alle sue funzioni di patriarca (poiché aveva solo sedici anni). In quel momento, o prima, fu castrato per aiutare la sua carriera nella Chiesa. Teofilatto fu il terzo patriarca di Costantinopoli ad essere figlio di un imperatore e l'unico ad essere diventato patriarca durante il regno di suo padre. Il suo patriarcato di poco più di ventitré anni fu insolitamente lungo e suo padre si era assicurato il sostegno di Papa Giovanni XI per la sua elevazione al patriarcato. A parte l' eunuco bastardo Basilio, che fu nominato parakoimomenos, Teofilatto fu l'unico figlio di Romano I a conservare il proprio incarico dopo la caduta della famiglia dal potere nel 945.
Teofilatto sostenne le politiche di suo padre e perseguì l'ecumenismo ecclesiastico, tenendosi in stretto contatto con i patriarcati greci di Alessandria e Antiochia. Inviò missionari presso i Magiari, cercando di aiutare gli sforzi della diplomazia imperiale alla fine degli anni '40 del 900. Più o meno nello stesso periodo, Teofilatto diede consigli al nipote acquisito l'imperatore Pietro I di Bulgaria sull'approccio alla nuova eresia dei Bogomili. Teofilatto introdusse elementi teatrali nella liturgia bizantina, qualcosa che non fu universalmente sostenuto dal clero conservatore che lo circondava.
I detrattori di Teofilatto lo descrivono come un uomo irriverente, interessato principalmente alla sua enorme scuderia di cavalli, che era pronto ad abbandonare la celebrazione della Divina Liturgia ad Hagia Sophia per essere presente al parto della sua cavalla preferita. Teofilatto morì proprio dopo essere caduto da un cavallo nel 956.